# ブロックゲージ

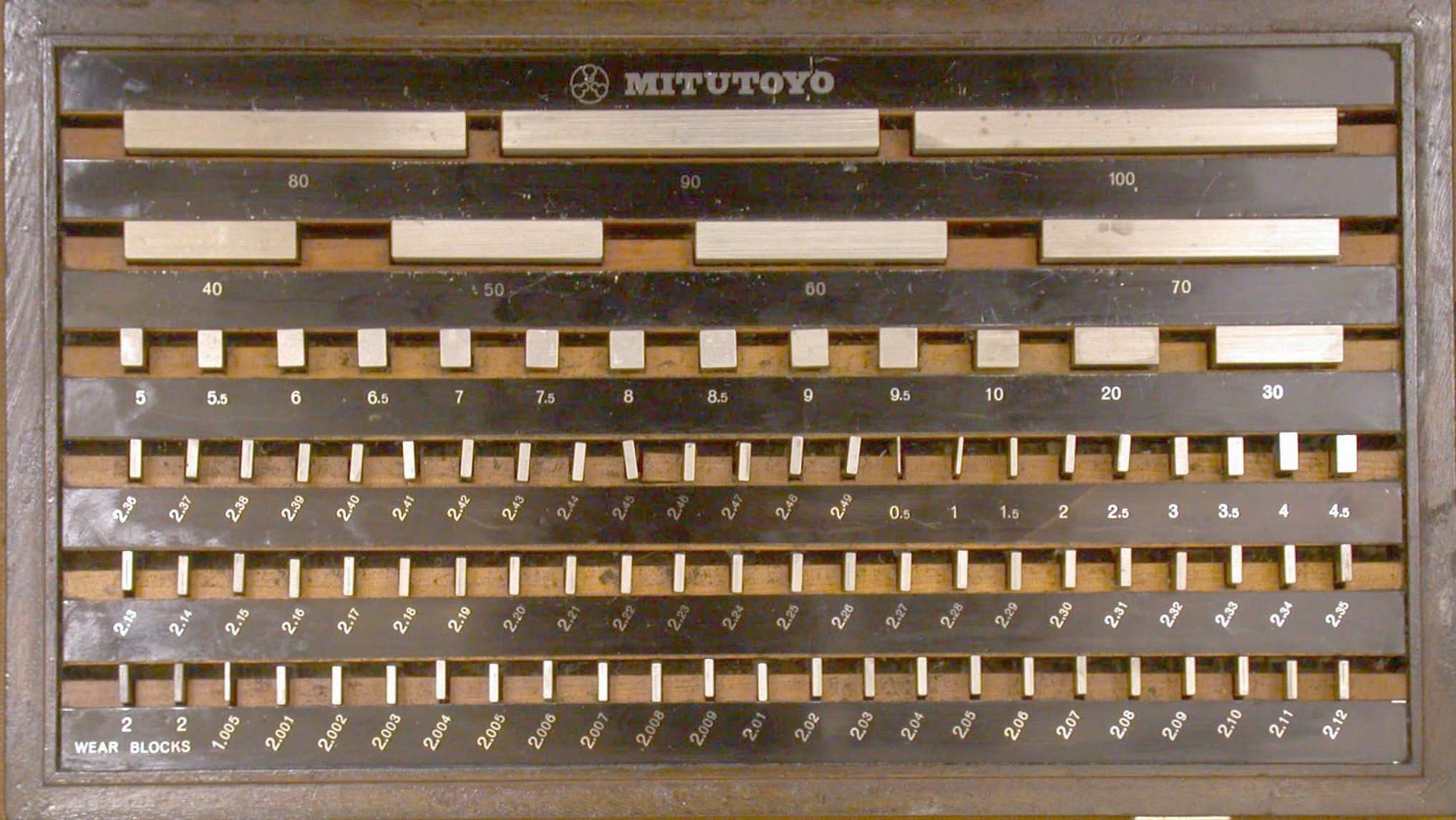
ブロックゲージのセット
(88個組に2mm厚の保護用ブロック2個を加えたもの)

ブロックゲージ（block gauge）は、長さの基準として用いられる直方体形のゲージ。
硬質で時効硬化の少ない素材を用いて、直方体の6面のうち1組の向かい合った2面が極めて高い水準で平坦、平行に作られ、また、その2面間の距離が正しく所定寸法となるように仕上げられている。
長さ違いの多数のブロックが1組として供され、個々のブロック単独で、もしくは複数を密着（リンギング）により貼り合わせて使用される。
幾つかの製作精度等級があり、用途に応じて使い分けされる。ゲージブロック（gauge block）とも。
19世紀末にスウェーデンのカール・ヨハンソンが初めて製作した。日本においては昭和初期に津上退助が初めて国産化に成功している。
ブロックゲージのセットには112個組、103個組、76個組などの組み合わせが知られ、多数を貼り合わせることで多様な寸法を作る事ができる。
例えば、12.345 mmを10 mm・1.34 mm・1.005 mmの3枚で構築する事が可能である。
貼り合わせによって生じる誤差は0.01 µm以下と言われる。
製作精度等級として、JISではK級・0級・1級・2級の4つを規定している。
ブロックゲージは、より等級の高いブロックゲージとの比較により検査されるが、最高級のブロックゲージの検査は光波干渉測定法によって行われる。JISではK級がこれに該当する。